# منطقه تفریحی جنگل ملی آوواندا
منطقه تفریحی جنگل ملی آوواندا یک جنگل واقع در شهرستان رنآی، شهرستان نانتو، تایوان است.

## زمین‌شناسی
این جنگل به مساحت ۲۷۸۷ هکتار در ارتفاع ۱۱۰۰–۲۶۰۰ متری است. این منطقه به منطقه آبشار، پارک جنگلی، منطقه افرا و سایت درخت کاج تقسیم شده‌است. در پشت مخزن واندا واقع شده‌است. زیستگاه بیش از ۲۰۰ گونه پرنده است.

## امکانات
این جنگل دارای مرکز بازدیدکنندگان، سکوی تماشای پرندگان و نیمکت‌ها است. پل در جنگل پل معلق آوواندا است.

## حمل و نقل
جنگل با اتوبوس از ایستگاه راه‌آهن تایچونگ یا ایستگاه HSR تایچونگ از طریق بزرگراه استانی ۱۴ (تایوان) قابل دسترسی است.